# Ramada
Ramada este un lanț hotelier deținut de grupul Wyndham Worldwide.
Brandul Ramada a fost creat în 1954, iar în septembrie 2008 deținea peste 850 de hoteluri, în peste 25 de țări din lume.

## Ramada în România
Lanțul este prezent și în România, având patru hoteluri în București (Ramada Bucharest Majestic Hotel, Ramada Hotel and Suites Bucharest North, Ramada Bucharest Parc și Ramada Plaza Bucharest Convention Center) și încă 7 locații în Cluj-Napoca, Pitești, Brașov, Sibiu, Iași, Oradea și Craiova.
Hotelul Ramada Sibiu a fost dat în folosință în iulie 2007, în urma unei investiții de circa 20 milioane euro.
Este clasificat la patru stele și are 127 de camere și cinci săli de conferință, din care una de cinema.
Hotelul Ramada Brașov, clasificat la patru stele, a devenit operațional în septembrie 2008, în urma unei investiții de 20 de milioane de euro.
Hotelul are o capacitate de 110 camere, dintre care 89 standard, 10 camere de tip executive și nouă apartamente și avea 90 de angajați în anul 2008.
Hotelul Ramada Oradea, clasificat la patru stele, a fost deschis în iulie 2010, în urma unei investiții de 10 milioane de euro.
Ramada Pitești**** s-a deschis oficial la 1 septembrie 2011 și este situat în apropiere de centrul orașului și a mediilor de afaceri argeșene cu acces ușor din autostradă (km 115). În cifre, Ramada Pitești înseamnă o investiție de 20 de milioane de euro.
Ramada Plaza Craiova este unicul hotel de brand din domeniul ospitalier local. Povestea Ramada a început în Craiova pe 24 noiembrie 2015, când pe scheletul fostului Hotel Jiul, după 2 ani de construcții, a renăscut ca o veritabilă pasăre Phoenix, un hotel unic, clasificat cu patru stele +, Ramada Plaza Craiova, singurul din țară de acest tip, în afara celui din capitală.